# Prélature territoriale de Klaipėda
La prélature territoriale de Klaipėda était une prélature territoriale catholique qui a existé de 1926 à 1991 dans la région côtière lituanienne de Klaipėda (lituanien : Klaipėdos kraštas). 

## Histoire
Klaipėda, l'ancienne Memel, a fait partie, entre 1328 et 1920, de la province de Prusse-Orientale, province du royaume de Prusse devenu une partie de l'Empire allemand à partir de 1871. 
Après la Première Guerre mondiale, et la signature du traité de Versailles, le territoire de Memel, majoritairement peuplé de germanophones, est passé sous mandat de la Société des Nations qui en confie l'administration à la France. En 1923, la Lituanie a envahi le territoire et l'a annexé. 
Dans le cadre de la Lituanie, en 1926, les quatre paroisses catholiques d'alors ont été séparées diocèse d'Ermland (rebaptisé Warmie en 1945), dont il faisait partie depuis 1820. Comme la région était petite et comptait peu d'habitants catholiques, on ne lui donna pas d'évêché, mais une prélature territoriale. La prélature a été vacante entre 1939 et 1949 (lorsque l'évêque d'Ermland fut administrateur apostolique) et après 1975.
Contrairement au reste de la Lituanie, qui est majoritairement catholique, la région de Klaipėda est, comme la majorité de la population de la Prusse orientale jusqu'en 1945, principalement luthérienne. En 1940, seulement 12 000 (7%) des habitants étaient catholiques. En 1990, le nombre avait doublé dans toutes les grandes villes en raison de la migration (y compris les mouvements et la déportation après la Seconde Guerre mondiale) des anciennes populations et de l'immigration des catholiques lituaniens.
Après la deuxième indépendance de la Lituanie en 1991, la prélature territoriale a été démantelée et intégrée au diocèse de Telšiai.

## Prélats administrateurs apostoliques
- 1926-1939: Justinas Staugaitis, prélat
- 1939-1949: siège vacant
- 1939-1947: Maximilian Kaller (de), administrateur apostolique
- 1949-1966: Petras Maželis (lt), prélat
- 1967-1975: Juozapas Pletkus, prélat
- 1975-1991:?